# 3116 Goodricke
3116 Goodricke је астероид главног астероидног појаса са средњом удаљеношћу од Сунца која износи 2,228 астрономских јединица (АЈ).
Апсолутна магнитуда астероида је 12,5.